# 23 сентября
23 сентября — 266-й день года (267-й в високосные годы) по григорианскому календарю.
До конца года остаётся 99 дней.
До 15 октября 1582 года — 23 сентября по юлианскому календарю, с 15 октября 1582 года — 23 сентября по григорианскому календарю.
В XX и XXI веках соответствует 10 сентября по юлианскому календарю.

## Праздники и памятные дни
См. также: Категория:Праздники 23 сентября

### Международные
- ООН — Международный день жестовых языков[2].
- Бисексуальное сообщество — День празднования бисексуальности.

### Национальные
- Аргентина:
  - День политических прав женщин[3].
  - День общественных библиотек[4].
- Бруней — Национальный день учителя.
- Кыргызстан — День государственного языка.
- Литва — День памяти жертв геноцида литовских евреев (в память о начале ликвидации Вильнюсского гетто в 1943 году).
- Пуэрто-Рико — Грито де Ларес (в память о восстании в городе Ларес в 1868 году).
- Саудовская Аравия — Национальный день.

### Религиозные
Православие
 — Память мучениц Минодоры, Митродоры и Нимфодоры (305-311 годы);
 — память священномучеников Исмаила Кудрявцева, Евгения Попова, Иоанна Попова, Константина Колпецкого, Петра Григорьева, Василия Максимова, Глеба Апухтина, Василия Малинина, Иоанна Софронова, Петра Юркова, Николая Павлинова, Палладия Попова, пресвитеров, преподобномучеников Мелетия (Федюнева) и Гавриила (Яцика), мученика Симеона Туркина, мученицы Татианы Гримблит (1937 год);
 — память священномученика Уара (Шмарина), епископа Липецкого (1938 год);
 — память преподобного Павла Послушливого, Печерского, в Дальних Пещерах (XIII-XIV века);
 — память преподобного князя Андрея, в иночестве Иоасафа, Спасокубенского (1453 год);
 — память апостолов от 70-ти Апеллия, Лукия и Климента (I век);
 — память мученика Варипсава (II век);
 — память благоверной царицы Греческой Пульхерии (453 год);
 — память святителей Петра и Павла, епископов Никейских (IX век);
 — Собор Липецких святых;
 — Собор Алтайских святых (переходящее празднование в 2018 г.).

## События
См. также: Категория:События 23 сентября

### До XIX века
- 38 — причислена к богам Друзилла, умершая сестра римского императора Калигулы.
- 1122 — заключён Вормсский конкордат: император Священной Римской империи Генрих V восстановил право папы римского назначать епископов и гарантировал церкви возврат ранее захваченных церковных земель.
- 1561 — испанский король Филипп II отдал приказ прекратить колонизацию Флориды.
- 1595 — испанское правительство приняло решение не истреблять индейское население Америки, а крестить его, разделив колонии на территории миссий.
- 1648 — завершилась битва под Пилявцами.
- 1665 — царь Алексей Михайлович принимает делегацию малороссийского гетмана Брюховецкого[7].
- 1723 — между Россией и Персией был заключён Петербургский мирный договор, по которому к России отошли Дербент, Баку, Решт, провинции Ширван, Гилян, Мазендеран и Астрабад.
- 1784 — французский король Людовик XVI издал указ о том, чтобы все носовые платки были квадратными, так как шить их овальной формы невыгодно[8].

### XIX век
- 1803 — сражение при Асаи.
- 1846 — немецкий астроном Иоганн Готтфрид Галле из Берлинской обсерватории, руководствуясь указаниями У. Леверье, обнаружил Нептун.
- 1848 — американец Джон Куртис (John Curtis) у себя дома произвёл первую жевательную резинку.
- 1862 — граф Лев Толстой женился на Софье Андреевне Берс. За 27 лет у них родились 13 детей.
- 1873 — в Петербурге вместо керосиновых ламп зажглись первые в мире электрические фонари[9].
- 1894 — создан первый французский профсоюз — Всеобщая конфедерация труда.

### XX век
- 1918 — антибольшевистские силы на государственном совещании в Уфе провозгласили Российское государство во главе с Директорией.
- 1922 — Сталин представил проект «автономизации» советских республик, что означало поглощение их РСФСР (план отвергнут Лениным).
- 1923 — началось Сентябрьское восстание в Болгарии.
- 1924 — в Ленинграде произошло сильное наводнение, вода в Неве поднялась до отметки 380 см выше ординара.
- 1928 — в день осеннего равноденствия началось строительство Московского планетария.
- 1932 — издан декрет «Об объединении частей арабского королевства», по которому государство стало называться Королевством Саудовская Аравия.
- 1936 — на шахте «Центральная» в Кемерове произошёл взрыв, что послужило поводом для начала судебного процесса над сибирскими «саботажниками».
- 1937 — образованы Архангельская и Вологодская области.
- 1939
  - Основан Музей изобразительного искусства, ныне Донецкий областной художественный музей.
  - Во время Всемирной ярмарки в Нью-Йорке была заложена капсула времени, которую должны вскрыть в 6939 году. В капсулу вложили женскую шляпку, мужскую курительную трубку и 1100 микрофильмов.
- 1942 — Вторая мировая война: начались бои в районе Матаникау на Соломоновых островах между японскими и американскими войсками.
- 1943
  - Вторая мировая война: нацисты начали ликвидацию еврейского гетто в Вильнюсе.
  - Вторая мировая война: советские войска освободили Полтаву.
- 1944 — начало принудительного выселения этнических украинцев из Польши на Украину.
- 1981 — в Квебеке запрещены общественные плакаты на английском языке.
- 1983 — катастрофа Boeing 737 под Джебель-Али в ОАЭ в результате теракта.
- 1986 — начал свою голодовку у Белого дома американский учёный-астрофизик Чарльз Хайдер.
- 1988 — в Москве открыт Дом-музей Фёдора Шаляпина.
- 1989
  - Азербайджанский язык объявлен государственным языком Азербайджана.
  - Принят Конституционный закон «О суверенитете Азербайджанской ССР».
- 1991
  - Парламент Таджикистана отменил решение о запрете компартии, сместил президента Кадриддина Аслонова, заменив его на бывшего главу компартии Рахмона Набиева.
  - Решением Совета министров РСФСР Ленинградский финансово-экономический институт преобразован в Санкт-Петербургский государственный университет экономики и финансов.
- 1993 — в ходе битвы за Сухуми абхазская артиллерия начала обстрел сухумского аэропорта, уничтожив самолёт Ту-134 с людьми.
- 1997 — была анонсирована поисковая машина Yandex.Ru.
- 1999 — объявлено об обнаружении в Китае самого древнего из найденных музыкальных инструментов — флейты возрастом 9000 лет.

### XXI век
- 2002 — в Бельгии вступил в силу закон об эвтаназии.
- 2008
  - Массовое убийство в Каухайоки, 11 погибших, включая стрелка.
  - Презентация первой стабильной версии операционной системы Android[10].

## Родились
См. также: Категория:Родившиеся 23 сентября

### До XIX века
- 480 до н. э. — Еврипид (ум. 406 до н. э.), древнегреческий драматург.
- 63 до н. э. — Октавиан Август (ум. 14), первый римский император (27 до н. э.—14).
- 1215 — Хубилай (ум. 1294), монгольский хан, внук Чингисхана, первый император Китая из династии Юань (1271—1294).
- 1599 — Адам Олеарий (ум. 1671), немецкий географ.
- 1745 — Джон Севьер (ум. 1815), один из отцов-основателей штата Теннесси и его первый губернатор.
- 1800 — Модест Корф (ум. 1876), русский историк, барон, автор официозного сочинения о восстании декабристов.

### XIX век
- 1819 — Арман Ипполит Луи Физо (ум. 1896), французский физик, первым измеривший скорость света.
- 1834 — Алексей Суворин (ум. 1912), русский издатель, журналист, писатель, театральный критик.
- 1852 — Вукол Лавров (ум. 1912), русский журналист и переводчик.
- 1861 — Роберт Бош (ум. 1942), немецкий инженер, изобретатель, основатель фирмы Bosch.
- 1862 — Василий Канин (ум. 1927), русский адмирал, командующий Балтийским флотом (1915—1916).
- 1871 — Франтишек Купка (ум. 1957), чешский художник.
- 1872 — Саломея Крушельницкая (ум. 1952), украинская оперная певица, педагог.
- 1875 — Янис Голдманис (ум. 1955), российский и латвийский политический деятель.
- 1880 — Джон Бойд Орр (ум. 1971), английский педагог, врач, общественный деятель, лауреат Нобелевской премии мира (1949).
- 1882 — Михаил Тетяев (ум. 1956), русский и советский геолог.
- 1883 — Григорий Зиновьев (наст. фамилия Радомысльский; расстрелян в 1936), советский политик, государственный деятель.
- 1890 — Фридрих Паулюс (ум. 1957), немецкий военачальник, генерал-фельдмаршал.
- 1897 — Поль Дельво (ум. 1994), бельгийский художник-сюрреалист.
- 1898 — Клавдия Еланская (ум. 1972), актриса театра и кино, народная артистка СССР.
- 1900 — Довид Кнут (наст. имя Дувид Фиксман; ум. 1955), российский поэт-эмигрант, участник французского Сопротивления.

### XX век
- 1901 — Ярослав Сейферт (ум. 1986), чешский поэт, писатель и журналист, лауреат Нобелевской премии (1984).
- 1902 — Надежда Кошеверова (ум. 1989), советский кинорежиссёр-сказочник.
- 1908 — Сергей Жемайтис (ум. 1987), советский писатель-фантаст.
- 1915 — Клиффорд Шалл (ум. 2001), американский физик, лауреат Нобелевской премии (1994).
- 1916 — Альдо Моро (убит в 1978), итальянский политик, премьер-министр Италии (1963—1968 и 1974—1976).
- 1920
  - Александр Арутюнян (ум. 2012), армянский композитор и пианист, народный артист СССР.
  - Микки Руни (наст. имя Джозеф Юл младший; ум. 2014), американский актёр, обладатель двух премий «Оскар» (1939, 1983).
- 1924 — Инна Кондратьева (ум. 1985), актриса театра и кино, заслуженная артистка РСФСР.
- 1926
  - Сергей Гурзо (ум. 1974), советский киноактёр.
  - Джон Колтрейн (ум. 1967), американский джазовый саксофонист и композитор.
- 1929 — Виктор Сарианиди (ум. 2013), советский и российский археолог, доктор исторических наук.
- 1930
  - Иван Краско (ум. 2025), советский и российский актёр, народный артист России.
  - Рэй Чарльз (полн. имя Рэй Чарльз Робинсон; ум. 2004), американский эстрадный певец и пианист.
- 1931 — Игорь Селезнёв (ум. 2017), советский и российский конструктор ракетного оружия, Герой Социалистического Труда.
- 1934 — Пер Улов Энквист (ум. 2020), шведский писатель, драматург, киносценарист.
- 1935 — Маргарита Николаева (ум. 1993), украинская советская гимнастка, двукратная олимпийская чемпионка.
- 1936 — Эдвард Радзинский, российский драматург, публицист, автор телепрограмм.
- 1938 — Роми Шнайдер (ум. 1982), австро-немецко-французская киноактриса, лауреат кинопремии «Сезар».
- 1939 — Януш Гайос, польский актёр театра и кино.
- 1942 — Геннадий Ходырев, советский и российский государственный деятель, губернатор Нижегородской области (2001—2005) и министр по антимонопольной политике.
- 1943 — Хулио Иглесиас, испанский певец, музыкант, автор песен.
- 1945 — Игорь Иванов, российский государственный деятель, дипломат, министр иностранных дел РФ (1998—2004).
- 1949 — Брюс Спрингстин, американский рок-певец, музыкант, автор песен.
- 1950 — Юрий Лонго (ум. 2006), российский иллюзионист, телеведущий, писатель.
- 1956 — Паоло Росси (ум. 2020), итальянский футболист, чемпион мира (1982).
- 1959 — Элизабет Пенья (ум. 2014), американская актриса.
- 1961 — Уильям Си Маккул (погиб 2003), американский астронавт.
- 1965 — Марк Вудфорд, австралийский теннисист, бывшая первая ракетка мира в парном разряде.
- 1967 — Алёна Михайлова, российский музыкальный продюсер.
- 1975
  - Ким Дон Мун, южнокорейский бадминтонист, двукратный олимпийский чемпион (1996, 2004).
  - Сергей Тетюхин, российский волейболист, олимпийский чемпион (2012).
- 1976 — Елена Винник, российская журналистка, телеведущая.
- 1980 — Сю, японский гитарист и певец.
- 1988 — Хуан Мартин дель Потро, аргентинский теннисист, бывшая третья ракетка мира, победитель Открытого чемпионата США (2009).
- 1996 — Ингрид Тандревольд, норвежская биатлонистка, многократная чемпионка мира.

## Скончались
См. также: Категория:Умершие 23 сентября

### До XIX века
- 1241 — Снорри Стурлусон (р. 1178), исландский скальд, прозаик, историограф.
- 1666 — Франсуа Мансар (р. 1598), французский архитектор, один из зачинателей традиций классицизма.
- 1738 — Герман Бургаве (р. 1668), нидерландский врач, ботаник и химик.

### XIX век
- 1820 — Франсуа-Кристоф Келлерман (р. 1735), французский военачальник Революционных войн.
- 1835 — Винченцо Беллини (р. 1801), итальянский композитор.
- 1836
  - Мария Малибран (наст. имя Мария Фелиция Гарсиа Ситчес; р. 1808), испанская оперная певица.
  - Андрей Разумовский (р. 1752), российский дипломат и меценат, светлейший князь.
- 1861 — Фридрих Кристоф Шлоссер (р. 1776), немецкий историк.
- 1870 — Проспер Мериме (р. 1803), французский писатель и переводчик, историк, этнограф, археолог.
- 1877 — Урбен Жан Жозеф Леверье (р. 1811), французский математик и астроном.
- 1882 — Фридрих Вёлер (р. 1800), немецкий химик, один из основоположников органической химии.
- 1885 — Карл Шпицвег (р. 1808), немецкий художник, рисовальщик, иллюстратор.
- 1889
  - Уилки Коллинз (р. 1824), английский писатель, драматург.
  - Элиза Кук (р. 1818), английская поэтесса.
- 1893 — Карл Ланг (р. 1849), немецкий метеоролог и педагог, член Леопольдины.
- 1896 — Ивар Осен (р. 1813), норвежский лингвист и поэт, создатель норвежского литературного языка.

### XX век
- 1904 — Эмиль Галле (р. 1846), французский художник, мастер художественного стекла, керамист, проектировщик мебели.
- 1918 — убит Александр Новосёлов (р. 1884), русский писатель, этнограф, государственный деятель.
- 1922 — Лев Чугаев (р. 1873), русский химик, основатель российской школы по химии комплексных соединений.
- 1929 — Рихард Адольф Зигмонди (р. 1865), австрийский и немецкий химик, лауреат Нобелевской премии (1925).
- 1934 — Люсьен Годен (р. 1886), французский фехтовальщик, четырёхкратный олимпийский чемпион.
- 1938 — расстреляны:
  - Георгий Галкин (р. 1896), советский военачальник, командующий Каспийской военной флотилией;
  - Николай Чаплин (р. 1902), советский партийный деятель, глава ЦК комсомола (1924—1928).
- 1939 — Зигмунд Фрейд (р. 1856), австрийский врач-психиатр, психолог и невролог, основатель психоанализа.
- 1942 — погиб Павел Коган (р. 1918), советский поэт.
- 1955 — Константин Хирль (р. 1875), один из крупнейших деятелей нацистской Германии, группенфюрер СА, рейхсарбайтсфюрер.
- 1970 — Бурвиль (наст. имя Андре Робер Рембур; р. 1917), французский актёр и эстрадный певец.
- 1973 — Пабло Неруда (р. 1904), чилийский поэт, дипломат и политик, лауреат Нобелевской премии по литературе (1971).
- 1981 — Александр Старостин (р. 1903), советский футболист, первый капитан московского «Спартака».
- 1986 — Елена Максимова (р. 1905), киноактриса, заслуженная артистка РСФСР.
- 1987 — Боб Фосс (р. 1927), американский хореограф, танцовщик, режиссёр театра и кино, сценарист, актёр, обладатель восьми премий «Тони», премий «Оскар» и BAFTA (1973).
- 1993 — Вячеслав Кондратьев (р. 1920), русский советский писатель-прозаик, поэт, художник-оформитель.
- 1994
  - Роберт Блох (р. 1917), американский писатель-фантаст.
  - Мадлен Рено (р. 1900), французская актриса театра и кино.

### XXI век
- 2012
  - Павел Грачёв (р. 1948), генерал армии, Герой Советского Союза, министр обороны РФ (1992—1996).
  - Корри Сандерс (р. 1966), южноафриканский боксёр-профессионал, чемпион мира в тяжёлом весе.
- 2015 — Карлис Зариньш (р. 1930), латышский оперный певец, педагог, народный артист СССР.
- 2020
  - Жюльетт Греко (р. 1927), французская певица и киноактриса.
  - Олег Яницкий (р. 1933), советский и российский социолог, профессор.
- 2022
  - Владимир Краснопольский (р. 1933), советский и российский кинорежиссёр, сценарист и продюсер.
  - Луиза Флетчер (р. 1934), американская актриса, лауреат премий «Оскар» и «Золотой глобус» (1976).

## Приметы
- Осенний Пётр и Павел — рябинники.
- Мало рябины — сухая осень, а много — суровая зима.
- Заготовляли рябину впрок, делали рябиновый квас, помогавший от воспалений.
- В старину на Петра и Павла срывали ягоды рябины и кистями вешали под крышу дома, считалось, что это принесёт счастье в новом году[11].